# Phyllodes cerasifera
Phyllodes cerasifera är en fjärilsart som beskrevs av Butler 1883. Phyllodes cerasifera ingår i släktet Phyllodes och familjen nattflyn. Inga underarter finns listade i Catalogue of Life.